# 古寄居蟹屬
古寄居蟹（學名：Palaeopagurus vandelenengeli）是已滅絕的寄居蟹，生存於白堊紀早期的英國約克郡。
和現今的寄居蟹不同的是，古寄居蟹使用的是菊石的殼。